# 底抜けオットあぶない
『底抜けオットあぶない』（原題：Who's Minding the Store?）は、1963年に公開されたアメリカ合衆国のコメディ映画。ジェリー・ルイス主演による「底抜けシリーズ」の一作である。

## ストーリー
デパート経営者の娘・バーバラは、犬の散歩代理業で生計を立てるノーマンと交際していた。
だが、バーバラの母はこれをよく思わず、ノーマンを困らせるべくデパートに採用する。
ある日、ノーマンは社長のタットルと親しくなる。同時期、ノーマンとの結婚を考えたバーバラはタトルに仲人を頼み、タットルも自邸を式場にすると告げた。
翌日、ノーマンが起こしたトラブルがきっかけで、彼女の素性がすべてノーマンに露見した。
その後、ノーマンは散歩代理業に戻ったところ、バーバラの一家が現れ、和解する。

## キャスト
※括弧内は日本語吹替（テレビ版・初回放送1971年7月18日『サンデー洋画劇場』）
- ノーマン：ジェリー・ルイス（近石真介）
- バーバラ：ジル・セント・ジョン（沢田敏子）
- クインビー氏：レイ・ウォルストン
- ジョン：ジョン・マクギバー
- タトル夫人：アグネス・ムーアヘッド
- 端役：クリストファー・ランバート[2]

## スタッフ
- 監督・脚本：フランク・タシュリン
- 製作：ポール・ジョーンズ
- 脚本：フランク・タシュリン、ハリー・テュージェンド
- 撮影：ウォーレン・ラリー
- 編集：ジョン・ウッドコック
- 音楽：ジョセフ・J・リリー